# 1681 en arts plastiques
| Années des arts plastiques : 1678 - 1679 - 1680 - 1681 - 1682 - 1683 - 1684    |
| Décennies des arts plastiques : 1650 - 1660 - 1670 - 1680 - 1690 - 1700 - 1710 |

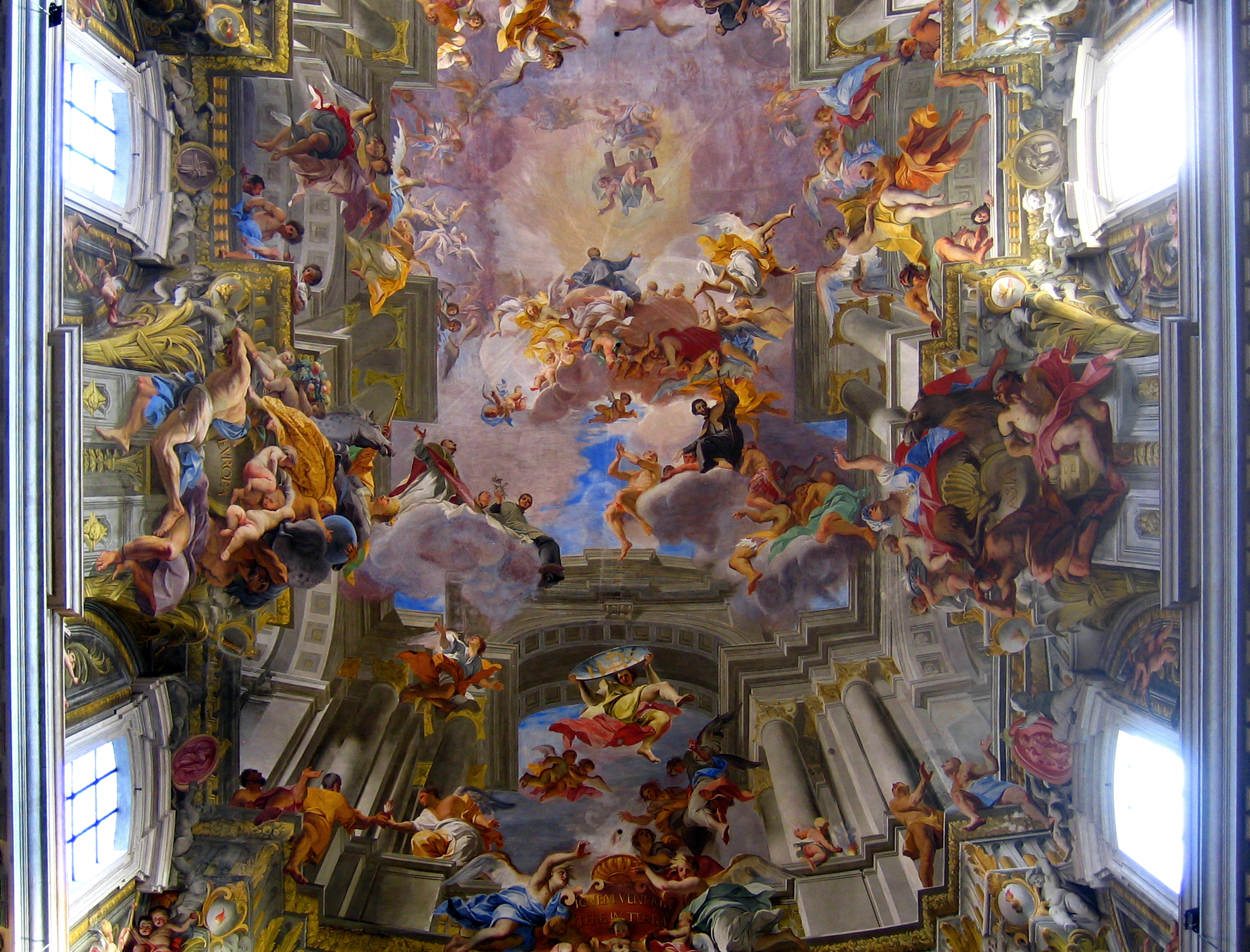
La voûte de San Ignazio.

Cette page concerne l'année 1681 en arts plastiques.

## Événements
- Retour en France d'Antoine Desgodets après sa mission à Rome mandatée par Colbert pour le compte de Louis XIV[1].

## Œuvres
- Charles II d'Espagne, peinture par Juan Carreño de Miranda

## Naissances
- 18 avril : Girolamo Donnini, peintre baroque italien de l'école bolonaise († 1743),
- 7 mai : Ranieri del Pace, peintre baroque italien de l'école florentine († 27 février 1738),
- 4 août : Pedro de Ribera, architecte espagnol († 1742),
- ? :
  - Francesco Conti, peintre italien de l'école florentine († 1760),
  - Angelo Paglia, peintre italien († 1763).

## Décès
- 11 février : Gerard Soest, peintre néerlandais (° vers 1600),
- 12 mars : Frans van Mieris l'Ancien, peintre néerlandais (° 16 avril 1635),
- 3 avril : Lucas Franchoys le Jeune, peintre et graveur flamand (° 28 juin 1616),
- 12 juin : Cornelis Kick, peintre néerlandais (° 12 mars 1634),
- 24 août : Cornelis Brouwer, peintre néerlandais (° vers 1634),
- 27 octobre : Jean-Baptiste de Champaigne, peintre décorateur français (° 10 décembre 1631),
- 17 novembre : Laurent Jouvenet, peintre français (° 1609),
- 8 décembre : Gerard ter Borch, peintre de genre et de portraits néerlandais (° 1617).